# Noidans-le-Ferroux
Noidans-le-Ferroux is een gemeente in het Franse departement Haute-Saône (regio Bourgogne-Franche-Comté) en telt 616 inwoners (2011). De plaats maakt deel uit van het arrondissement Vesoul.

## Geografie
De oppervlakte van Noidans-le-Ferroux bedraagt 14,1 km², de bevolkingsdichtheid is 43,7 inwoners per km².
De onderstaande kaart toont de ligging van Noidans-le-Ferroux met de belangrijkste infrastructuur en aangrenzende gemeenten.

## Demografie
Onderstaande figuur toont het verloop van het inwonertal (bron: INSEE-tellingen).